# ذراح
الذُرَّاح  أو الذُّرُّوح  أو الذُّرْنُوح أو الذباب الهندي (الإسم العلمي:Cantharis) جمعها ذراريح، هو جنس من الحشرات يتبع فصيلة الذراحيات من رتبة الخنافس، هُناك جدل لدى علماء الحشرات ما إذا كان هذا الجنس ينضم إلى فصيلة الخنافس المحرقة وأنه لا علاقة له بفصيلة الذراحيات.

## استعمال طبي
تُجفف وتُسحق وتُستعمل في الطب لاحتواء أجسامها مادة كانثاريدين، كما ذُكرت في الطب العربي القديم في قول الفراهيدي «دواء عضة الكَلْب الكَلِب، الذراريحُ والعدسُ والشراب العتيق».